# Michael Bradley
Michael Sheehan Bradley (Princeton, em 31 de julho de 1987) é um ex-futebolista norte-americano.
É filho de Bob Bradley, ex-técnico da seleção dos Estados Unidos.

## Carreira

### Seleção dos Estados Unidos
Michael atua na seleção norte-americana desde o ano de 2006. Sua primeira convocação foi em um amistoso pré-copa. Entretanto, não figurou na lista dos 23 convocados para a Copa do Mundo FIFA de 2006. Após a Copa, Bob Bradley, pai de Michael, assumiu o cargo de técnico da seleção. Foi então no ano seguinte que Michael Bradley estreou com a camisa dos EUA, em um amistoso contra Guatemala. No mesmo ano, ainda conquistou com seus companheiros a Copa Ouro da CONCACAF. No mês seguinte participou do Mundial Sub-20 de Futebol, chegando às quartas-de-final. Ainda nesse ano de 2007, foi eleito o melhor futebolista jovem dos EUA. Esteve presente em sua seleção na Copa das Confederações de 2009, onde os EUA chegaram à final, perdendo por 3 a 2 contra o Brasil.
Bradley representou a Seleção Estadunidense de Futebol nas Olimpíadas de 2008.
Também foi um jogador importante na campanha norte-americana na Copa do Mundo FIFA de 2010. Fez o segundo gol dos EUA contra a Seleção da Eslovênia no empate por 2x2. Os EUA chegou às oitavas-de-final, antes de ser eliminado por Gana na prorrogação. Bradley fez parte do elenco da Seleção Estadunidense de Futebol da Copa América de 2016.

## Títulos
Seleção Estadunidense
- Copa Ouro da CONCACAF de 2017